# レダ (競走馬)
レダ（英: Leda、1949年（昭和24年）4月19日 - 1953年（昭和28年）12月28日）は日本の競走馬。1953年の天皇賞（春）を制した馬であり、同レースを優勝した唯一の牝馬である。

## 戦績
馬齢は旧表記とする。
1951年7月1日、3歳夏に東京競馬場の芝800m戦でデビューしたレダは、阪神3歳ステークスでテツノハナの2着になるまで7連勝し、1952年4月13日の桜花賞まで9戦8勝うちレコード勝ち3回、ほとんどのレースで2馬身以上つけて勝つなど、飛びぬけた実績を誇っていた。桜花賞でも当然1番人気に支持されたが、結果は2着に終わる。1着は牝馬二冠を達成するスウヰイスーだった。
その後オープン競走を優勝して東京優駿に出走するも、クリノハナの10着と奮わなかった。菊花賞にも出走するがセントオーの4着に敗れた。
1953年、5歳春になると前年の不振から立ち直りを見せ、迎えた天皇賞（春）では1番人気を獲得。2着クインナルビーに2馬身1/2差をつけて勝利した。この年の天皇賞（秋）ではクインナルビーが優勝し、春・秋それぞれの天皇賞を牝馬が制覇した。
その後6戦3勝2着3回と安定した成績を残したレダは引退レースとして毎日王冠に出走した。そこには、2年前の菊花賞優勝馬トラツクオー、天皇賞（春）2着馬クインナルビー、レダと同期の牝馬で皐月賞・日本ダービーともに2着のタカハタなど、実績馬がそろっていた。このレースでレダは転倒、競走中止となった。骨折が酷くコース上で薬殺処分となった。
主戦騎手は佐藤勇であり新馬戦と1953年11月に行われたオープン競走のみ中村広が務めた。

### 年度別競走成績
- 1951年（8戦7勝）
  - 2着 - 阪神3歳ステークス
- 1952年（9戦3勝）
  - 2着 - 桜花賞、阪神記念 （オープン特別） 、京都4歳特別 （オープン特別）
- 1953年（12戦7勝）
  - 1着 - 天皇賞（春）、中京開設記念、愛知杯 （オープン特別）、京都記念（秋）
  - 2着 - 鳴尾記念（春）

## 評価・特徴
同期にはタカハタ、クインナルビー、スウヰイスーなどの強豪牝馬がいて、牝馬が強い世代として知られる。牡馬クラシック三冠では結局ひとつも牝馬が勝つことはなかったが、皐月賞と東京優駿（日本ダービー）で牝馬が1番人気に推され、三冠競走すべてで牝馬が2着に入った。
3,200m時代の秋の天皇賞を優勝した牝馬はヒサトモやクインナルビーを含め10頭、2,000mへの距離短縮変更以後はエアグルーヴ、ヘヴンリーロマンス、ウオッカ、ブエナビスタ、アーモンドアイ（連覇）など5頭がいるが、春の天皇賞に限れば牝馬の優勝はおろか3着以内も1955年にセカイイチが2着入線して以来、2021年のカレンブーケドール（3着）まで60年以上現れなかった。
東京競馬場正門前の馬霊塔にはレダの墓碑が存在し、現在はトキノミノルやガヴァナー他と共に改葬されている。

## 血統表
| レダの血統（ブランドフォード系 / Gallinule5×5=6.25%） | レダの血統（ブランドフォード系 / Gallinule5×5=6.25%） | レダの血統（ブランドフォード系 / Gallinule5×5=6.25%） | （血統表の出典）     | （血統表の出典） |
| 父 *ステーツマン Statesman 1930 黒鹿毛                | 父の父Blandford 1919 黒鹿毛                           | Swynford                                              | John o'Gaunt         | John o'Gaunt     |
| 父 *ステーツマン Statesman 1930 黒鹿毛                | 父の父Blandford 1919 黒鹿毛                           | Swynford                                              | Canterbury Pilgrim   |                  |
| 父 *ステーツマン Statesman 1930 黒鹿毛                | 父の父Blandford 1919 黒鹿毛                           | Blanche                                               | White Eagle          | White Eagle      |
| 父 *ステーツマン Statesman 1930 黒鹿毛                | 父の父Blandford 1919 黒鹿毛                           | Blanche                                               | Black Cherry         |                  |
| 父 *ステーツマン Statesman 1930 黒鹿毛                | 父の母Dail 1919 鹿毛                                  | Land League                                           | Desmond              | Desmond          |
| 父 *ステーツマン Statesman 1930 黒鹿毛                | 父の母Dail 1919 鹿毛                                  | Land League                                           | Combine              |                  |
| 父 *ステーツマン Statesman 1930 黒鹿毛                | 父の母Dail 1919 鹿毛                                  | Discourse                                             | Beppo                | Beppo            |
| 父 *ステーツマン Statesman 1930 黒鹿毛                | 父の母Dail 1919 鹿毛                                  | Discourse                                             | Phetoric             |                  |
| 母 第弐パラダイスロスト 1937 栗毛                     | 母の父ハクリユウ 1928 栗毛                            | ラシデヤー                                            | *ラシカッター        | *ラシカッター    |
| 母 第弐パラダイスロスト 1937 栗毛                     | 母の父ハクリユウ 1928 栗毛                            | ラシデヤー                                            | *オーデヤレスト      |                  |
| 母 第弐パラダイスロスト 1937 栗毛                     | 母の父ハクリユウ 1928 栗毛                            | フロリスト                                            | *ガロン              | *ガロン          |
| 母 第弐パラダイスロスト 1937 栗毛                     | 母の父ハクリユウ 1928 栗毛                            | フロリスト                                            | 第四フロリースカップ |                  |
| 母 第弐パラダイスロスト 1937 栗毛                     | 母の母*パラダイスロスト Paradise Lost 1927 鹿毛       | Wildair                                               | Broomstick           | Broomstick       |
| 母 第弐パラダイスロスト 1937 栗毛                     | 母の母*パラダイスロスト Paradise Lost 1927 鹿毛       | Wildair                                               | Verdure              |                  |
| 母 第弐パラダイスロスト 1937 栗毛                     | 母の母*パラダイスロスト Paradise Lost 1927 鹿毛       | Paradise                                              | Adam                 | Adam             |
| 母 第弐パラダイスロスト 1937 栗毛                     | 母の母*パラダイスロスト Paradise Lost 1927 鹿毛       | Paradise                                              | Handspun F-No.11     |                  |
| 出典                                                  | 1.                                                    | 1.                                                    | 1.                   | 1.               |

- 祖母パラダイスロストは社台牧場がアメリカから輸入した基礎繁殖牝馬の一頭だが、1990年代後半に断絶した。甥にスマノアラシ（1969年NHK杯2着）がいる。